# Yusuf Maart
Moegamat Yusuf Maart (* 17. Juli 1995 in Kapstadt) ist ein südafrikanischer Fußballspieler.

## Karriere

### Verein
Maart begann seine Karriere bei den Orlando Pirates. Im März 2017 gab er im Cup sein Debüt für die Profis von Orlando. Im Mai 2017 folgte sein erster Einsatz für die Pirates in der Premier Soccer League. Dies blieb in der Saison 2016/17 sein einziger Einsatz. In der Saison 2017/18 kam er nicht zum Zug, zur Saison 2018/19 wechselte er leihweise zu Zweitligist Cape Umoya United. Zur Saison 2019/20 kehrte er zu Orlando zurück, wo er weiterhin nicht spielte. Nach der Saison 2019/20 verließ er den Verein.
Nach mehreren Monaten ohne Verein wechselte Maart im November 2020 zum Zweitligisten Sekhukhune United. Mit Sekhukhune stieg er 2021 in die Premier Soccer League auf. In der Saison 2021/22 kam er zu 28 Einsätzen im südafrikanischen Oberhaus. Zur Saison 2022/23 wechselte er zu Ligakonkurrent Kaizer Chiefs. In der Saison 2022/23 absolvierte er 28 Partien, in der Saison 2023/24 kam er zu 23 Einsätzen. In der Saison 2024/25 war er Kapitän der Chiefs und absolvierte 27 Spiele.
Zur Saison 2025/26 wechsele Maart zum österreichischen Bundesligist SV Ried, bei dem er einen bis 2027 laufenden Vertrag erhielt.

### Nationalmannschaft
Maart debütierte im Juli 2021 im Rahmen des COSAFA Cup 2021 gegen Botswana für die südafrikanische Nationalmannschaft.